# 斯塔夫-斯洛博達
50°23′54″N 29°16′16″E / 50.39833°N 29.27111°E
斯塔夫-斯洛博達（烏克蘭語：Став-Слобода）是烏克蘭北部的村莊，隸屬日托米爾州的日托米爾區。該村面積0.94平方公里，海拔高度189米，2001年人口191，人口密度每平方公里202.55人。